# Illinois (řeka)
Illinois (anglicky Illinois River) je řeka v USA ve státě Illinois. Je dlouhá 437 km od soutoku zdrojnic a 653 km od pramene delší z nich (Kankakee). Povodí řeky zaujímá plochu 82 000 km².

## Průběh toku
Vzniká soutokem řek Kankakee a Des Plaines. V říčním korytě se vytváří řada rozšíření připomínajících jezera. Ústí zleva do Mississippi.

## Vodní stav

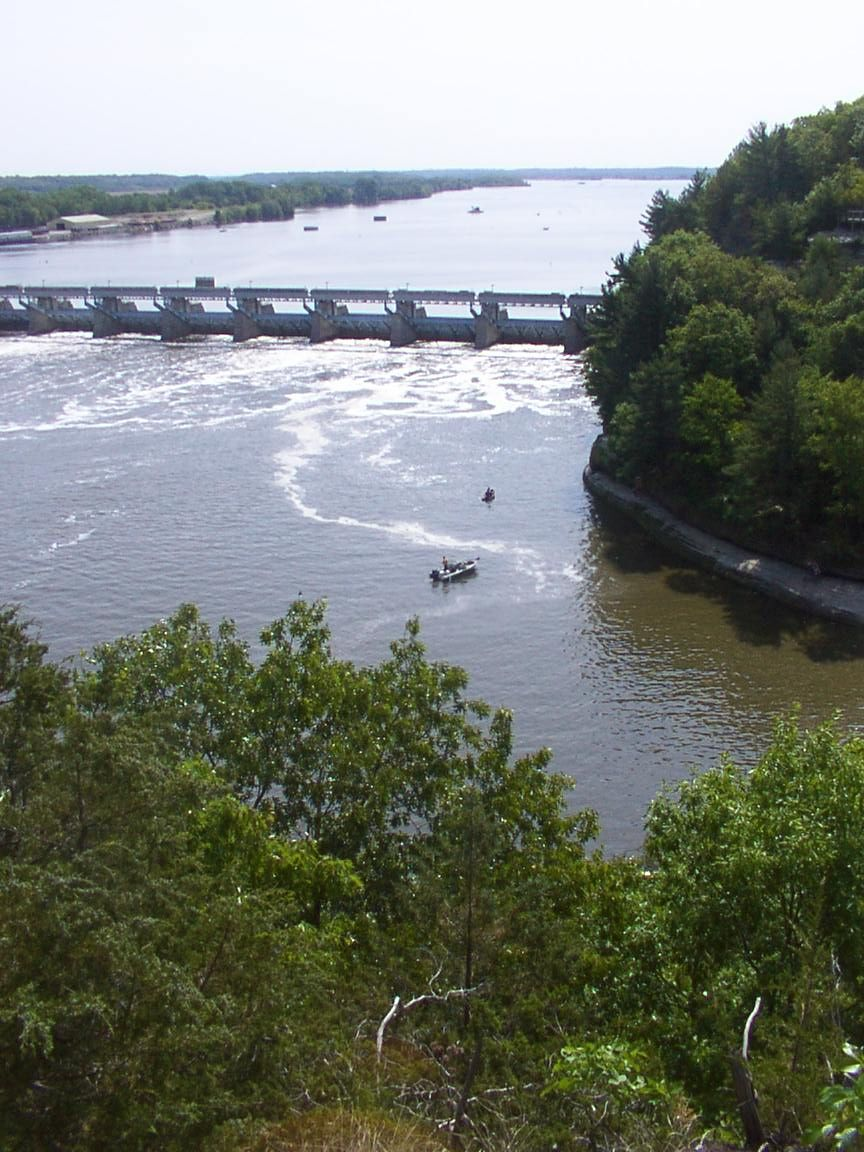
řeka Illinois

Zdrojem vody jsou sněhové a dešťové srážky. Průměrný průtok vody činí přibližně 1000 m³/s. Nejvyšších vodních stavů dosahuje od března do května. V létě a na podzim je vodní stav nízký.

## Využití
Vodní doprava je možná po celém toku, přičemž na městem LaSalle je umožněna díky zdymadlům. Na řece leží město Peoria. Na horním toku je spojena plavebním kanálem s Michiganským jezerem u Chicaga a také s řekou Mississippi.